# Hugo Strom
Carl Friedrich Hugo Strom (* 29. April 1831 in Aachen; † 6. August 1879 in Henri-Chapelle) war ein preußischer Landrat.

## Leben und Herkunft
Hugo Strom war ein Sohn des Aachener Kaufmanns Nicolas Corneil Strom und dessen Ehefrau Maria Anna Wilhelmina, geborene Hellen. Nach dem Besuch des Kaiser-Karl-Gymnasiums in Aachen und der abgelegten Reifeprüfung im Jahre 1851 absolvierte er ein Studium der Rechtswissenschaften in Bonn und Heidelberg. Am 29. September 1854 wurde er Auskultator beim Landgericht Aachen. Zum 1. Oktober 1854 trat er seinen Militärdienst an, der jedoch infolge einer Untauglichkeitserklärung am 7. Februar 1855 vorzeitig beendet wurde. Am 18. November 1857 wurde er erst Gerichts- und am 7. Februar 1858 Regierungsreferendar bei der Regierung Aachen. Im Herbst des Jahres 1859 wurde er Verwalter des Generalkonsulats in Antwerpen, von wo aus er am 13. Oktober 1863 als Regierungsassistent zurück zur Aachener Regierung wechselte. Von Juni 1864 bis August 1869 war er im Oberpräsidium Posen sowie bei der Regierung Wiesbaden tätig.
Im Anschluss war er ab November 1869 bis zum Mai 1870 Verwalter des Amtes Herborn, von Oktober 1870 bis Juni 1871 Generalsekretär der Präfektur (bzw. der Polizeidirektion) Straßburg, sowie der Kreisdirektion Erstein, sowie von September 1871 bis Februar 1872 Verwalter des Amtes Runkel. Von Februar bis Juli 1872 übernahm er vertretungsweise die Verwaltung des Landratsamtes im Kreis Adenau, von Dezember 1872 bis März 1873 vertrat er das Amt Rüdesheim, dann folgte noch im gleichen Monat kommissarisch die Ernennung zum Landrat des Landkreises Prüm, wo er bis 1876 tätig war. Am 18. Juni 1876 wurde er per Allerhöchster Kabinettsorder (AKO) als Landrat des Kreises Erkelenz bestellt, Amtsantritt war der 1. November 1876. Hier erlitt Strom eine so starke Stimmungseintrübung, dass er seither als unheilbar nervenkrank galt und ab Juli 1877 erst beurlaubt und mit Dimissoriale vom 4. Oktober 1878 zum 1. Februar 1879 zwangspensioniert wurde.

## Familie
Hugo Strom war seit dem 14. November 1872 mit Maria Anna Eugenie Josephine von Freyhold (* 20. April 1855 in Rheine) Tochter des Feldmessers Ferdinand Heinrich Wilhelm von Freyhold und dessen Ehefrau Emilie Henriette, geborene Hoene, verheiratet.